# Matka Vysočiny
Matka Vysočiny (místními nazývána též Hajzlbába) je památník, stojící na svahu Fajtova kopce nad Velkým Meziříčím a nad dálničním odpočívadlem na 146. km dálnice D1.

## Historie
Památník byl vytvořen v 80. letech 20. století a jeho autorem je akademický sochař Jan Habarta. Podle původního návrhu měla být ústřední sochou žena s dítětem v náručí a druhé měla vést za ruku. Nakonec byl ovšem realizován návrh ženy s kyticí jeřabin v náručí. Stavbu financovaly okresy Jihlava, Třebíč a Žďár nad Sázavou a památník měl připomínat všechny ženy z Vysočiny, které podporovaly partyzány. K odhalení došlo 28. října 1988, ovšem již krátce po listopadu 1989 byla socha odstraněna a uskladněna. Někdy kolem roku 2000 byla instalována zpět na své původní místo a v květnu 2000 u ní proběhly oslavy osvobození. Památník byl dlouhou dobu neudržován a zarůstal náletovými dřevinami, v roce 2013 však bylo okolí vyčištěno a upraveno. Druhý název, hajzlbába, jí místní dali, protože k jejímu odhalení došlo nedaleko tehdejších veřejných záchodků.